# Enigma (DC Comics)
Enigma è il nome utilizzato da due personaggi immaginari, entrambi super criminali dell'Universo DC. Il personaggio comparve per la prima volta in Teen Titans (vol. 3) n. 38 e fu creato da Geoff Johns e Tony Daniel. Un criminale in Trinità possiede lo stesso nome.

## Primo Enigma

### Biografia del personaggio
Non si sa molto di Enigma. Si unì per un breve periodo ai Teen Titans dopo la Crisi infinita, ma come la maggior parte dei membri durante quel periodo, se ne andò. Durante questo tempo, fu nota come La Figlia dell'Enigmista e sembrò essere amica di Duela Dent. Era molto in gamba negli enigmi, proprio come suo padre, scherzandoci su di quando in quando. Enigma porta con sé un bastone a forma di punto interrogativo come arma.
Un anno dopo, fu un membro dei Titans East di Deathstroke, ora nota come Enigma. Durante una battaglia, dice a Dent "Aspetta che il caro vecchio papà si occupi di noi!", implicando che sarebbero potute essere sorelle, or per lo meno nella mente di Duela lo erano. Enigma e Duela torturarono psicologicamente Raven dentro la sala degli specchi. Qui, rivelò che si unì ai Titans East come modo perché suo padre, l'Enigmista, la accettasse.
Si scoprì che la figlia del Joker è in realtà la figlia di Jokester di Terra-3 e fu parte della famiglia dell'Enigmista. Durante la sua prima comparsa post-Teen Titans, l'Enigmista dell'Universo DC principale confermò che Enigma era sua figlia.
Recentemente apparve al fianco dell'Enigmista in uno scontro con Batman. Alla fine della storia in Batman n. 712 l'Enigmista le chiese "Cos'è viola e verde, e sanguina copiosamente?". La risposta di Enigma fu interrotta dal suo urlo.

### Crisi sulle Terre infinite
- Una Duela Dent pre-Crisi utilizzò cinque diversi mascheramenti da figlia al fine di attirare l'attenzione di Robin, il Ragazzo Meraviglia. Tentò di derubare un ristorante cinese travestita da Enigmista al femminile, e utilizzò una pistola a forma di punto interrogativo che sparava proiettili di gomma. Questo stratagemma fu scoperta quando Robin la smascherò, ma non appena questo accade, lei fuggì utilizzando una bomba fumogena.

## Secondo Enigma
In Trinità n. 1, un uomo misterioso, il cui volto era mezzo oscurato da una maschera di metallo e che portava una potente bastone, unì e forze a Morgana Le Fey. Il suo vero nome era sconosciuto, ma assunse il soprannome di "Enigma", poiché Morgana inizialmente lo chiamò così. Insieme a Morgana, pianificò di conquistare l'Universo "Chiave di volta", alias Nuova Terra, l'Universo DC corrente, integrando a forza la personalità della Trinità, il gruppo formato da Superman, Batman e Wonder Woman, e raccogliendo artefatti correlati alle origini personali.
Il suo costume e il tema suggerirono quello dell'Enigmista, che spesso era noto con il suo nome Edward Nigma (anche se mezzo mascherato, si pensava che fosse un altro nemico di Batman, Due-Facce, in quanto si notò che il volto di Enigma era cicatrizzato nello stesso modo), ma la vera identità di Enigma fu mantenuta segreta fino alla fine della serie.
Avvicinandosi alla rivelazione, numerosi indizi furono sparpagliati in tutta la serie: l'Enigmista affermò di riconoscere il modus operandi di Enigma simile al suo, chiedendo quindi a Dick Grayson più tempo per discolparsi. Morgana, sentendo la forza vitale di Edward Nigma mentre si trovava nella casa di Madame Zodiac, affermò che l'Enigmista ed Enigma condividevano la stessa forza vitale, o una simile. Enigma sembrava avere una connessione personale con la Terra anti-materiale, come suggerito da uno sfogo emotivo quando Despero suggerì di conquistarla. Tutto ciò fu confermato quando Enigma si teletrasportò in una base orbitante intorno alla Terra anti-materiale.
Alla fine, Enigma venne smascherato quando tentò di eliminare i poteri di Superman tramite le radiazioni del sole rosso, ma in lunghezza d'onde contrarie, cosa che era inefficace contro un essere di Nuova Terra; questo spinse Superman a scansionare il corpo di Enigma con la sua vista a raggi-x, confermando che era l'Enigmista della Terra anti-materiale. La sua storia fu raccontata: come Quizmaster, Edward Nashton formò la Justice Underground per sfidare la superiorità del Sindacato del crimine. Infine, il viso di Nashton fu bruciato dalla vista calorifica di Ultraman, mentre sua moglie e suo figlio rimasero uccisi, e sua figlia quasi distrutta. Come rappresaglia, Nashton decise di cambiare l'Universo anti-materiale, usando il potere della trinità per farlo. Enigma e i suoi alleati rubarono con successo il potere della trinità, ma questa ritornò indietro rendendoli esseri quasi divini. Enigma capì che quello che ricevettero non fu la totalità del potere che potevano aver maturato e così creò un piano per completare questo potere, battibeccando con Morgana sull'uso di questo potere (lei aveva distrutto quasi del tutto l'Europa in uno scatto d'ira contro il mondo). Il loro secondo piano fallì quando la trinità ormai quasi divina fece ritorno e Morgana strinse un patto con Krona, sperando di ottenere il suo potere donandogli l'anima della Terra, in cambio dell'anima umana all'interno dell'aiutante in campo robotico di Enigma, S.P.H.E.R.E., l'anima della figlia di Enigma, con cui rimpiazzarla, dato che Morgana la teneva in pugno. Enigma rifiutò e attaccò Morgana e Krona, ma S.P.H.E.R.E. lo mandò nell'Universo anti-materiale per salvarlo. Enigma ritornò, grazie all'aiuto del Sindacato del crimine, e con loro riuscì a sconfiggere Krona. Quando l'anima della Terra fu liberata, questa respinse Krona e riportò la figlia di Enigma in vita, fondendo la sua anima con il Void Hound di Krona. Quando il combattimento fu alla fine, i due ritornarono all'Universo anti-materiale, sperando di donare ai suoi abitanti la speranza.